# 王志明 (牧师)
王志明（1907年—1973年12月29日），中国基督教牧师，云南武定人，苗族。

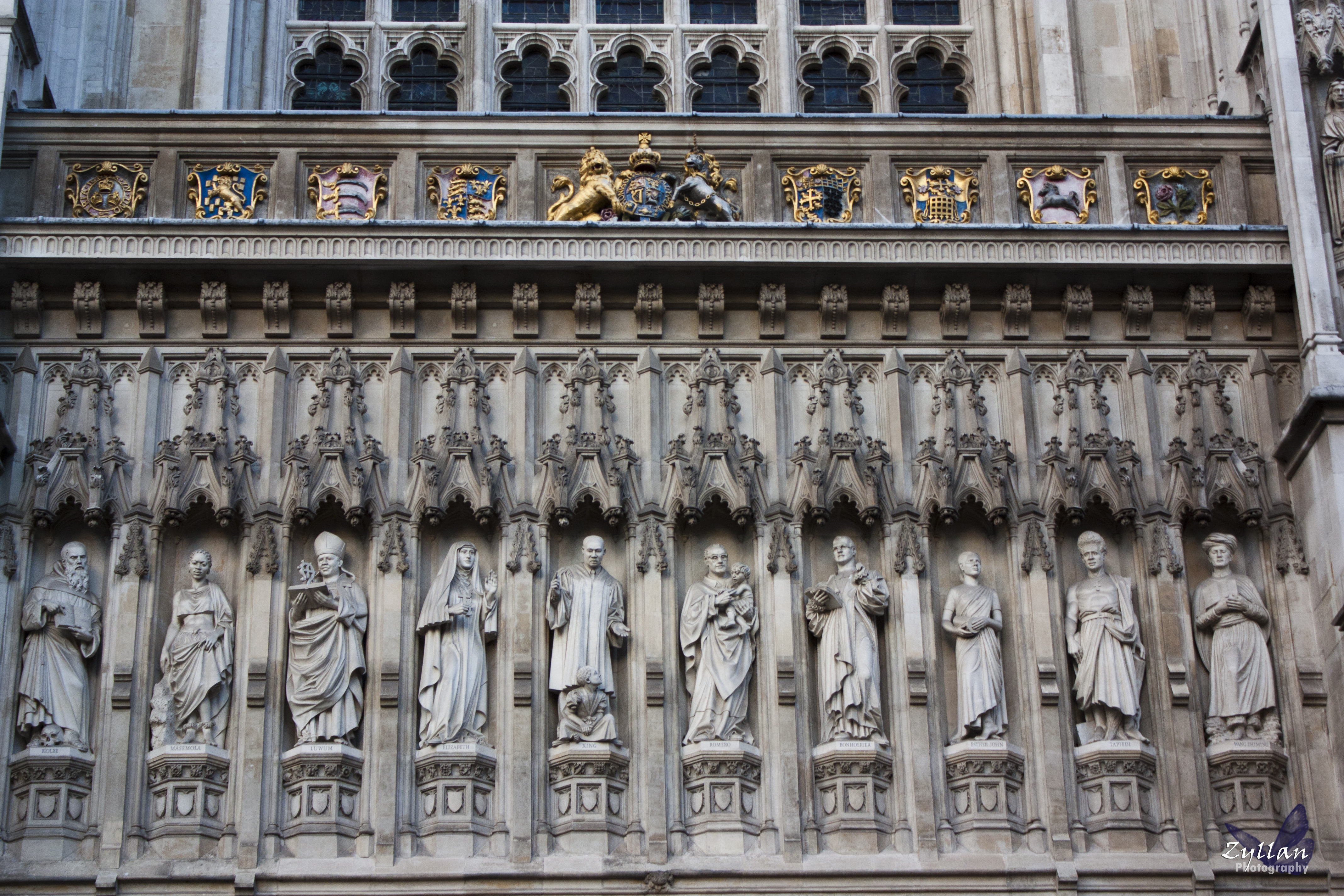
西敏寺教堂正门上方的十殉道者像，右起第一个即是王志明像。

## 生平
王志明於1907年(清光緒三十三年)，在中国云南省武定县下长冲出生。云南北部以武定洒普山为中心的地区是中国内地会的一个重要传教区，信徒以苗族为主。1913年到1924年間，王志明在武定大阱和洒普山中国内地会为当地苗族人所办的教会学校裡接受教育，毕业后成为教会学校的教员，从教19个年头。1940年起任滇北地区内地会洒普山总堂传道员，1948年按立为洒普山总堂牧师，成为当地教会领袖。1949年中华人民共和国成立后，1951年，外国传教士被驱逐出中国，王志明继续负责当地教会。他虽然忠于国家，但拒绝参加当地的批斗地主和反对外国人的活动。五十年代，他与其它五位苗族教会领袖在政府要求下签署了“三自宣言”。但他拒绝参加任何批斗大会，认为“我的手曾为众多信徒施洗，不可用来沾染罪恶”。
文革开始后，在1969年，包括王志明在内的当地21名基督教领袖因反对信徒参加“三忠于”活动被逮捕，1973年12月29日，66岁的王志明被中华人民共和国判处死刑，在当地万人批斗会上被枪决。

## 身后
1980年12月1日，王志明得到中国政府的公开平反。
1998年7月9日，英女王宣布20世纪世界十大基督教殉道者，包括波蘭神父聖國柏（St. Maximilian Kolbe; 1894—1941年）、因信仰被父母杀死的南非原住民少女梅思默拉（Manche Masemola；1913—1928）、烏干達圣公会大主教魯溫（Janani Luwum；1922—1977年、俄國的聖伊麗莎白（St. Elizabeth of Russia；1864～1918）、美國黑人民權領袖及牧師馬丁·路德·金（Martin Luther King, Jr.；1929—1968年）等，其中唯一的中国人就是王志明，他的塑像被雕在伦敦西敏寺的西门上，成为西敏寺唯一纪念的中国人。